# مار چهارخطی
مار چهارخطی(نام علمی: Elaphe quatuorlineata) نام یک گونه از تیره قمچه‌ماران است.